# Erich Rakowski
Erich Rakowski (* 16. Juni 1935; † 1. Februar 2007) war ein deutscher Badmintonspieler. 

## Karriere
Erich Rakowski gewann nach dem Juniorentitel 1953 im Folgejahr seine erste Medaille bei den Erwachsenen. 1955 folgten zwei vierte Plätze bei den nationalen Titelkämpfen. 1958 wurde er deutscher Mannschaftsmeister mit dem STC Blau-Weiß Solingen.

## Sportliche Erfolge
| Saison    | Veranstaltung                     | Disziplin    | Platz | Name |
| --------- | --------------------------------- | ------------ | ----- | --- |
| 1952/1953 | Deutsche Einzelmeisterschaft U18  | Mixed        | 2     | Erich Rakowski / Gisela Ellermann (STC Blau-Weiß Solingen)                                                        |
| 1952/1953 | Deutsche Einzelmeisterschaft U18  | Herreneinzel | 1     | Erich Rakowski (STC Blau-Weiß Solingen)                                                                           |
| 1952/1953 | Deutsche Einzelmeisterschaft      | Herrendoppel | 3     | Heinz Koch / Erich Rakowski (STC Blau-Weiß Solingen)                                                              |
| 1952/1953 | Deutsche Einzelmeisterschaft U18  | Herrendoppel | 3     | Paul Schlabbers / Erich Rakowski (STC Blau-Weiß Solingen)                                                         |
| 1953/1954 | Deutsche Einzelmeisterschaft      | Herreneinzel | 3     | Erich Rakowski (STC Blau-Weiß Solingen)                                                                           |
| 1954/1955 | Deutsche Einzelmeisterschaft      | Herreneinzel | 4     | Erich Rakowski (STC Blau-Weiß Solingen)                                                                           |
| 1954/1955 | Deutsche Einzelmeisterschaft      | Herrendoppel | 4     | Heinz Koch / Erich Rakowski (STC Blau-Weiß Solingen)                                                              |
| 1956/1957 | Deutsche Mannschaftsmeisterschaft | Mannschaft   | 3     | STC Blau-Weiß Solingen (Heinz Koch, Kurt Veller, Erich Rakowski, Walter Ern, Hannelore Schmidt, Gisela Ellermann) |
| 1957/1958 | Deutsche Mannschaftsmeisterschaft | Mannschaft   | 1     | STC Blau-Weiß Solingen (Heinz Koch, Kurt Veller, Erich Rakowski, Walter Ern, Hannelore Schmidt, Gisela Ellermann) |

## Referenzen
- Martin Knupp: Deutscher Badminton Almanach, Eigenverlag/Deutscher Badminton-Verband (2003), 230 Seiten
- http://www.blv-nrw.de/berichte/2007/br03/rakowski.htm

| Personendaten    | Personendaten              |
| ---------------- | -------------------------- |
| NAME             | Rakowski, Erich            |
| KURZBESCHREIBUNG | deutscher Badmintonspieler |
| GEBURTSDATUM     | 16. Juni 1935              |
| STERBEDATUM      | 1. Februar 2007            |